# Myxococcus llanfairpwllgwyngyllgogerychwyrndrobwllllantysiliogogogochensis
Myxococcus llanfairpwllgwyngyllgogerychwyrndrobwllllantysiliogogogochensis ,یک گونه میکسوباکتریا میله ای باکتری گرم-منفی است که در خاک یافت می‌شود. این ماده درنده باکتری‌های دیگر است.
انتهای سلوله ای رویشی میله ای شکل کمی مخروطی می‌شود. کلنی‌ها قهوه ای کم رنگ بوده و تحرک زیادی را نشان می‌دهند. این بدن اجرام میوه ای نارنجی، تقریباً کروی تولید می‌کند.
توالی پیش نویس ژنوم آنتفاوت‌های قابل توجهی از تمام گونه‌های قبلاً شناخته شده جنس Myxococcus نشان می‌دهد.
این ماده از خاک جمع شده در نزدیکی شهرک Llanfairpwllgwyngyllgogerychwyrndrobwllllantysiliogogogoch، در جزیره Anglesey در شمال ولز پیدا شد و به این مکان نامگذاری شد.